# Олівайш (Лісабон)
Олівайш (порт. Olivais; МФА: [o.ɫi.ˈvajʃ]) — парафія в Португалії, у муніципалітеті Лісабон. Розташована в західній частині країни, на теренах історичної португальської провінції Ештремадура. Входить до складу округу Лісабон. За адміністративним поділом, чинним до 1976 року, терени парафії були складовою провінції Ештремадура. Належить до Лісабонського патріархату Католицької церкви. Патрон — Діва Марія. Площа — 11,2148 км². Населення — 51036 ос. (2011). Сильно урбанізований регіон. Густота населення — 4550,77 осіб/км²
. Код — 110633.

## Назва
- Санта-Марія-душ-Олівайш (порт. Santa Maria dos Olivais) — офіційна назва[5].

## Географія

Райони Лісабона
Зони Лісабона
Олівайш

## Населення
| Кількість мешканців | Кількість мешканців | Кількість мешканців | Кількість мешканців | Кількість мешканців | Кількість мешканців | Кількість мешканців | Кількість мешканців | Кількість мешканців | Кількість мешканців | Кількість мешканців | Кількість мешканців | Кількість мешканців | Кількість мешканців | Кількість мешканців |
| ------------------- | ------------------- | ------------------- | ------------------- | ------------------- | ------------------- | ------------------- | ------------------- | ------------------- | ------------------- | ------------------- | ------------------- | ------------------- | ------------------- | ------------------- |
| 1864                | 1878                | 1890                | 1900                | 1911                | 1920                | 1930                | 1940                | 1950                | 1960                | 1970                | 1981                | 1991                | 2001                | 2011                |
| 2 313               | 3 495               | 5 429               | 6 887               | 9 064               | 10 747              | 16 036              | 18 210              | 23 409              | 11 896              | 55 216              | 61 941              | 51 367              | 46 410              | 51 036              |